# Анджольери, Чекко
Чекко Анджольери (итал. Cecco Angiolieri; ок. 1260 — ок. 1312) — итальянский поэт, современник и, возможно, друг Данте, которому он посвятил три сонета. О его жизни сохранилось не так много сведений — нет даже точной информации о датах его рождения и смерти.

## Биография
Чекко Анджольери родился в Сиене в 1260 году, происходил из знатной и богатой семьи: его дед был банкиром папы Григория IX, отец — также банкиром. Мать, Лиза де Салимбени, принадлежала к одному из самых могущественных и зажиточных семейств города. Известно, что Анджольери вёл распутную жизнь, но вплоть до смерти своего скупого отца был несколько стеснён в средствах, ненавидя его за это и за то, что ради выгодного с денежной точки зрения союза тот навязал сыну брак с некрасивой женщиной.
С 1281 года присоединился к сиенским гвельфам, участвовал в их сражениях с согражданами-гибеллинами около замка Торри-ди Маремма, недалеко от Роккастрада, Тоскана, и был много раз оштрафован за дезертирство с поля боя. 11 июля 1282 года был подвернут штрафу за нарушение комендантского часа в Сиене, в 1291 году вновь наказан за то же самое.
Он воевал на стороне флорентийцев против Ареццо в 1288 году и, вполне возможно, именно тогда встретился с Данте; во всяком случае, его сонет № 100, написанный им между 1289 и 1294 годами, косвенно подтверждает это. Впоследствии Данте обвинял Чекко в паразитизме, тот со злобной насмешкой ответил ему тем же, вследствие чего их дружба прервалась. Сохранилась также запись 1291 года, согласно которой он якобы участвовал в нападении на некого Бернардо Монтелуко. Около 1296 года он оставил Сиену и отправился в изгнание по политическим причинам. В 1302 году Чекко продал принадлежащий ему виноградник за 100 лир — это последняя сохранившаяся запись о нём. Существует предположение, что с 1303 года он жил в Риме под покровительством кардинала Рикардо Петрони. Из более поздних документов (25 февраля 1313 года) известно, что пятеро его детей не получили своего наследства, поскольку у их отца было слишком много долгов. Из этого можно предположить, что Анджольери умер в Сиене около 1310 года или, возможно, между 1312 и началом 1313 годами.
Ему приписывается авторство примерно 110 сонетов, из которых авторство минимум 20 весьма спорно. Сонеты написаны реалистичными выражениями, для своего времени считались откровенными и кощунственными. Главным их сюжетом является воспевание любви (вполне чувственного характера) к женщинам (в частности к некоей Беккине), вина и игры в кости, а также ненависть к родителям, которую он, как и все свои чувства и думы, выражал с полнейшей необузданностью. Его лирика, своенравная и прихотливая, была совершенно чужда условностей и отвлечённостей изысканной и учёной поэзии его современников и отличалась искренностью, естественностью и непосредственностью. Чекко выработал себе особый стиль, весьма близкий к народному способу выражаться. Иногда в течение одного стихотворения он менял тон и настроение, переходя от величайшей грусти к шумной весёлости и от грозного, почти трагического тона к шутке и насмешке. В этом отношении наиболее примечателен его сонет «S’io fossi fuoco in arderei lο mondo», где мрачное мизантропическое настроение, выражающееся в желании разрушить весь мир и уничтожить всё человечество, разрешается в конце в шаловливую выходку. В конце XIX века поэзия Чекко сравнивалась с поэзией Вийона, Мюссе и Гейне. Мотивы стихотворений Чекко Анджольери варьируются в лирическом цикле «Песенки о Беккине» русского поэта Серебряного века Александра Ивановича Тинякова (1886−1934).

## Сочинения
- Сонеты. В кн.: Западноевропейский сонет XIII—XVII веков. Поэтическая антология. Л., Издательство Ленинградского университета, 1988. С.34-35. ISBN 5-288-00129-4